# WR 101-2
WR 101-2 eller CXOGC J174516.1-284909, är en ensam stjärna i den mellersta  delen av stjärnbilden Skytten. Baserat på uppmätt parallax beräknas den befinna sig på ett avstånd av ca 26 000 ljusår (ca 8 000 parsec) från solen. Den är en Wolf–Rayet-stjärna belägen i Vintergatans centrum och dess radie har uppskattats till 79 solradier.

## Egenskaper
WR 101-2:s spektraltyp är Ofpe/WN9,
vilket betyder att den är en snedstrecksstjärna, en Wolf–Rayet-stjärna som i detta fall innehåller extra kväve- och heliumemissionslinjer i dess spektrum samt en P Cygni-profil. Om man antar ett avstånd på 8 000 parsec (lämpligt eftersom den massiva stjärnan uppenbarligen är belägen i Vintergatans centrum, en struktur som är känd för att ligga på ett avstånd av cirka 8 000 parsec från solen), en K-bandsmagnitud på 7,89, ett K-bandsutslocknande på 1,7 och en K-bands bolometrisk korrigering på -2,9 visar sig ljusstyrkan vara ca 2,4 miljoner gånger solens (Log(L) = 6,38), vilket gör den till en av de ljusaste stjärnorna som är kända och säkerligen i det galaktiska centrumet.
WR 101-2:s effektiva temperatur uppskattas till cirka 20 000 K, en av de svalaste för någon Wolf-Rayet-stjärna. Den resulterande radien för detta är 129 solradier.